# The Off-Season
The Off-Season  — шестой студийный альбом американского рэпера Джея Коула, вышедший 14 мая 2021 года. Записан при участии 21 Savage, Lil Baby, Morray, Bas и  6lack. Первый с 2013 года альбом J. Cole, содержащий гостевые участия.
Производством альбома занимались T-Minus, Тимбалэнд, Boi-1da, Фрэнк Дюкс, DJ Dahi, Tae Beast, Jake One, J. Cole и многие другие.

## Коммерческий успех
За первую неделю было продано 282 тысячи копий. Альбом дебютировал на первой позиции американского чарта Billboard 200. Это шестой дебют под номером один для J. Cole.
За первый день релиз прослушали 62 миллиона раз, тем самым был побит рекорд года по прослушиваниям за дебютный день. На момент выпуска альбом достиг крупнейшей потоковой недели 2021 года, набрав более 325,5 миллионов прослушиваний. Каждый трек с альбома попал в топ-40. Четыре трека с альбома дебютировали в первой десятке американского чарта Billboard Hot 100. До J. Cole такое удавалось лишь Drake, Juice WRLD и Lil Wayne. Трек "Interlude", выпущеный синглом, в свою дебютную неделю занял восьмое место; это означает, что пять треков с альбома попадали в первую десятку.

## Продвижение
В поддержку альбома был выпущен сингл «interlude» и короткометражный фильм под названием Applying Pressure: The Off-Season Documentary.

## Отзывы критиков
Альбом был положительно встречен критиками и слушателями. 
| Совокупная оценка     | Совокупная оценка |
| Источник              | Оценка            |
| --------------------- | ----------------- |
| AnyDecentMusic?       | 7.2/10            |
| Metacritic            | 76/100            |
| Оценки критиков       |                   |
| Источник              | Оценка            |
| AllMusic              | [ 3 ]             |
| Clash                 | 9/10              |
| Exclaim!              | 8/10              |
| HipHopDX              | 3.8/5             |
| NME                   | [ 7 ]             |
| Pitchfork             | 6.5/10            |
| Rolling Stone         | [ 9 ]             |
| Sputnikmusic          | 3.7/5             |
| Tom Hull – on the Web | B+ ()             |
| Vinyl Chapters        | 4/5               |

## Список композиций
| №                   | Название                                    | Автор(ы)                                          | Продюсер (-ы)                            | Длительность |
| ------------------- | ------------------------------------------- | ------------------------------------------------- | ---------------------------------------- | ------------ |
| 1.                  | «95 South»                                  | Jermaine Cole                                     | Boi-1da Coleman Maneesh [a]              | 3:16         |
| 2.                  | «Amari»                                     | Cole                                              | Timbaland Sucuki J. Cole [a] T-Minus [a] | 2:28         |
| 3.                  | «My Life» (совместно с 21 Savage и Morray)  | Cole Shéyaa Abraham-Joseph                        | Jake One Cole Wu10 [a]                   | 3:38         |
| 4.                  | «Applying Pressure»                         | Cole                                              | Cole                                     | 2:57         |
| 5.                  | «Punchin' the Clock»                        | Cole                                              | Tae Beast Mario Luciano                  | 1:52         |
| 6.                  | «100 Mil'» (совместно с Bas)                | Cole B. Evans G. Hendricks M. Hugee               | Cole T-Minus                             | 2:43         |
| 7.                  | «Pride Is the Devil» (совместно с Lil Baby) | Cole Dominique Jones                              | T-Minus                                  | 3:38         |
| 8.                  | «Let Go My Hand» (совместно с Bas и 6lack)  | Cole Abbas Hamad                                  | DJ Dahi Frank Dukes Cole [a] Wu10 [a]    | 4:26         |
| 9.                  | «Interlude»                                 | Cole                                              | Cole T-Minus Tommy Parker                | 2:13         |
| 10.                 | «The Climb Back»                            | Cole Gary Bailey Maximilian Axelrod Montey Bailey | Коул                                     | 5:06         |
| 11.                 | «Close»                                     | Cole                                              | Коул                                     | 2:48         |
| 12.                 | «Hunger on Hillside» (совместно с Bas)      | Cole                                              | Boi-1da DrtWrk Don Mills                 | 3:58         |
| Общая длительность: | Общая длительность:                         | Общая длительность:                               | Общая длительность:                      | 39:03        |

Примечания
- Написание всех треков стилизовано. Например, «My life» – «m y . l i f e»

Сэмплы
- «95 South» содержит сэмплы песен «Throw It Up» и «Put Your Hood Up», исполненных Lil Jon и East Side Boyz.
- «My Life» содержит сэмпл песни «You Can’t Hurry God», исполненной Rev. Walter McDaniel и The Gospel Wind.
- «Applying Pressure» содержит сэмпл песни «Calafia», исполненной Gerald Wilson Orchestra.
- «Punching the Clock» содержит голос из интервью баскетболиста Damian Lillard[13].
- «100 Mil'» содержит сэмпл песни «There's Something Missing», исполненной Double Exposure.
- «The Climb Back» содержит сэмпл песни «I'm So In Love With You», исполненной Brief Encounter.
- «Close» содержит сэмпл песни «Do It Again», исполненной The New Birth.
- «Hunger On Hillside» содержит сэмпл песни «I Wonder Where Our Love Has Gone», исполненной Junior Parker.

## Сертификации
| Регион                                                                      | Сертификация | Продажи   |
| --------------------------------------------------------------------------- | ------------ | --------- |
| Дания (IFPI Danmark)                                                        | Золотой      | 10 000    |
| Новая Зеландия (RMNZ)                                                       | Золотой      | 7500      |
| Великобритания (BPI)                                                        | Золотой      | 100 000   |
| США (RIAA)                                                                  | Платиновый   | 1 000 000 |
| Данные о продажах + прослушиваниях приведены только на основе сертификации. |              |           |